# Паверман, Валерий Маркович
Вале́рий Ма́ркович Паверма́н (1939—2008) — российский литературовед, доктор филологических наук, профессор Уральского государственного университета им. А. М. Горького.

## Биография
Родился 7 октября 1939 года в Свердловске в семье дирижёра Марка Павермана.
В 1963 году окончил филологический факультет УрГУ.
- С 1963 по 1965 — учитель русского языка и литературы.
- С 1965 по 1966 — заведующий литературной частью Свердловского театра юного зрителя
- С 1966 по 1969 — преподаватель гуманитарных дисциплин Свердловского музыкального училища им. П. И. Чайковского
- С 1969 — ассистент кафедры русской и зарубежной литературы
- 1973 — защита кандидатской диссертации, посвящена изучению театра Сомерсета Моэма
- С 1981 — доцент кафедры русской и зарубежной литературы
- С 1993 по 1999 г. — заведующий кафедрой зарубежной литературы
- 1995 — защита докторской диссертации: «Американская драматургия 60-х гг. XX века: динамика художественной формы»

Скончался 3 августа 2008 года в Екатеринбурге. Похоронен на Широкореченском кладбище.

## Деятельность
Член Союза журналистов России, автор более 80 научных работ, 16 методических пособий. В. М. Паверман известен как специалист по английской и американской драматургии XX века, театровед и театральный критик. Ряд работ посвящены постановкам английских и американских пьес на екатеринбургской сцене.

## Основные работы
Книги
- Американская драматургия 60-х годов XX века. — Свердловск, 1987;
- Драматургия В. Сомерсета Моэма. — Екатеринбург, 1997.

Статьи
- Сергей Дягилев: Пермь-Петербург-Париж // Творчество. — 1990. — № 8;
- E. Albee’s Play «The Zoo Story» in the Perm New Young Theater // Humanities on the Threshold of the 21st Century / The Univ. of Central Florida. — Orlando, 1999.